# Gujranwala

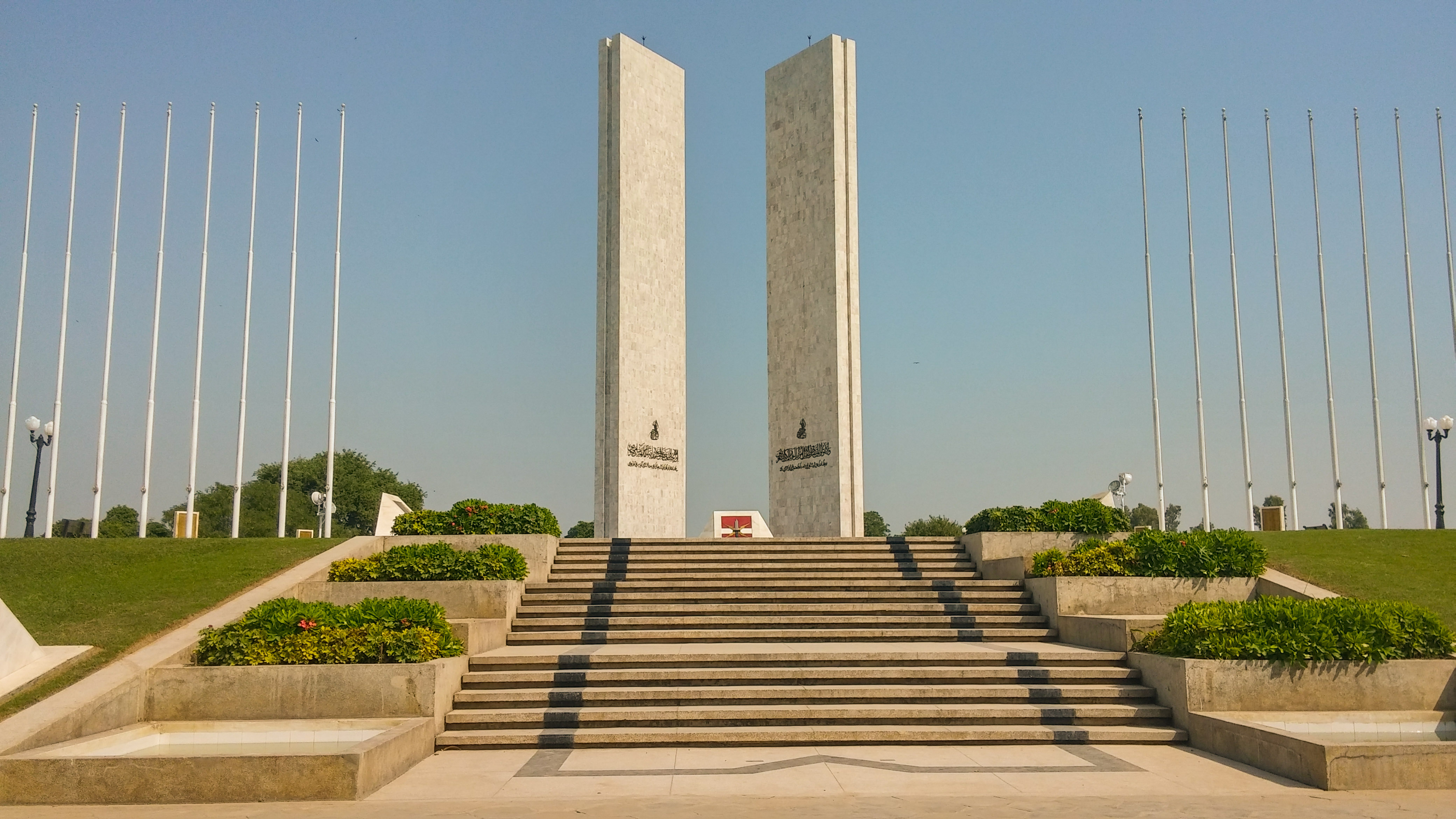
Gujranwala – Nishan-e-Manzil

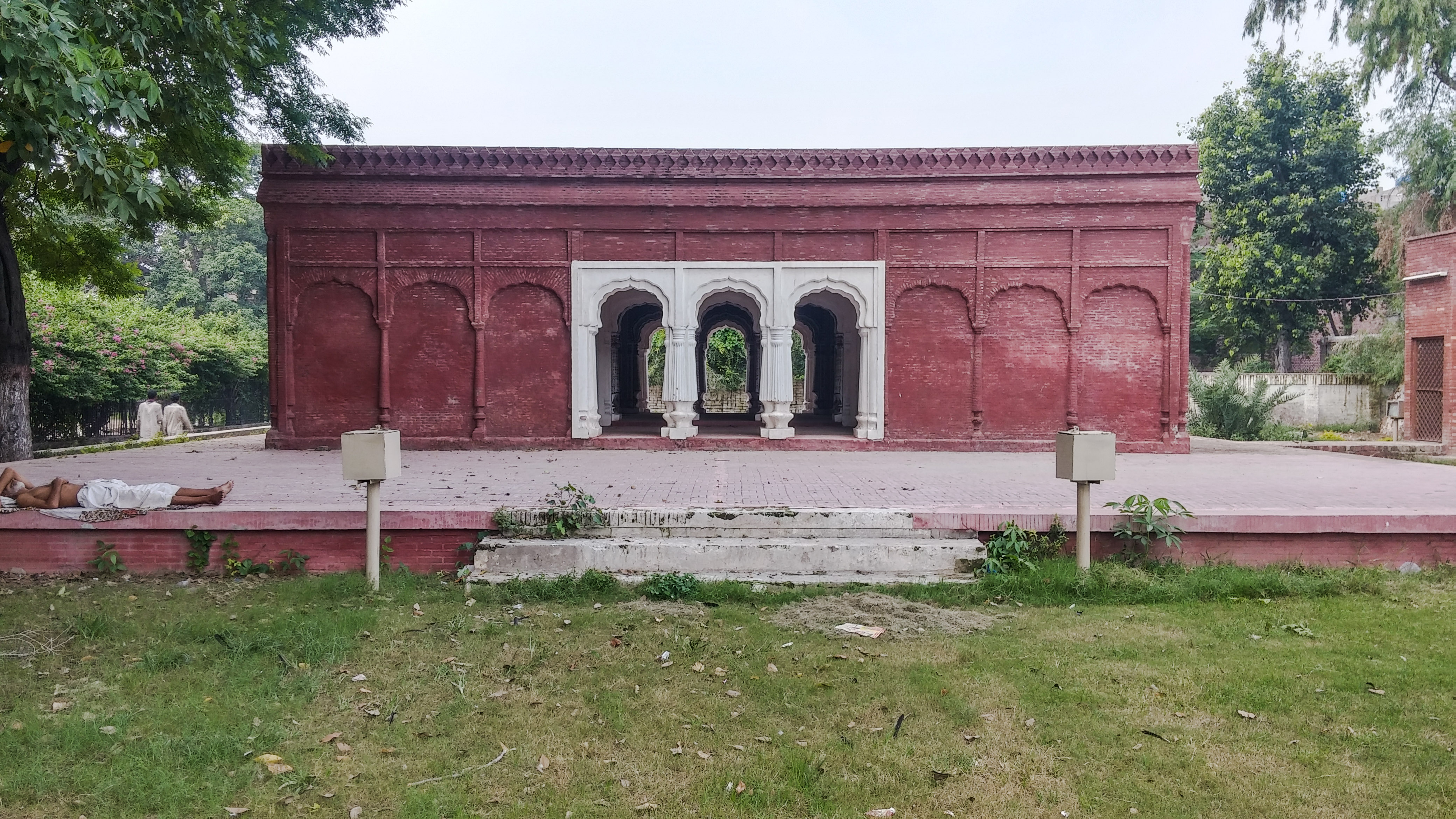
Gujranwala – Baradari

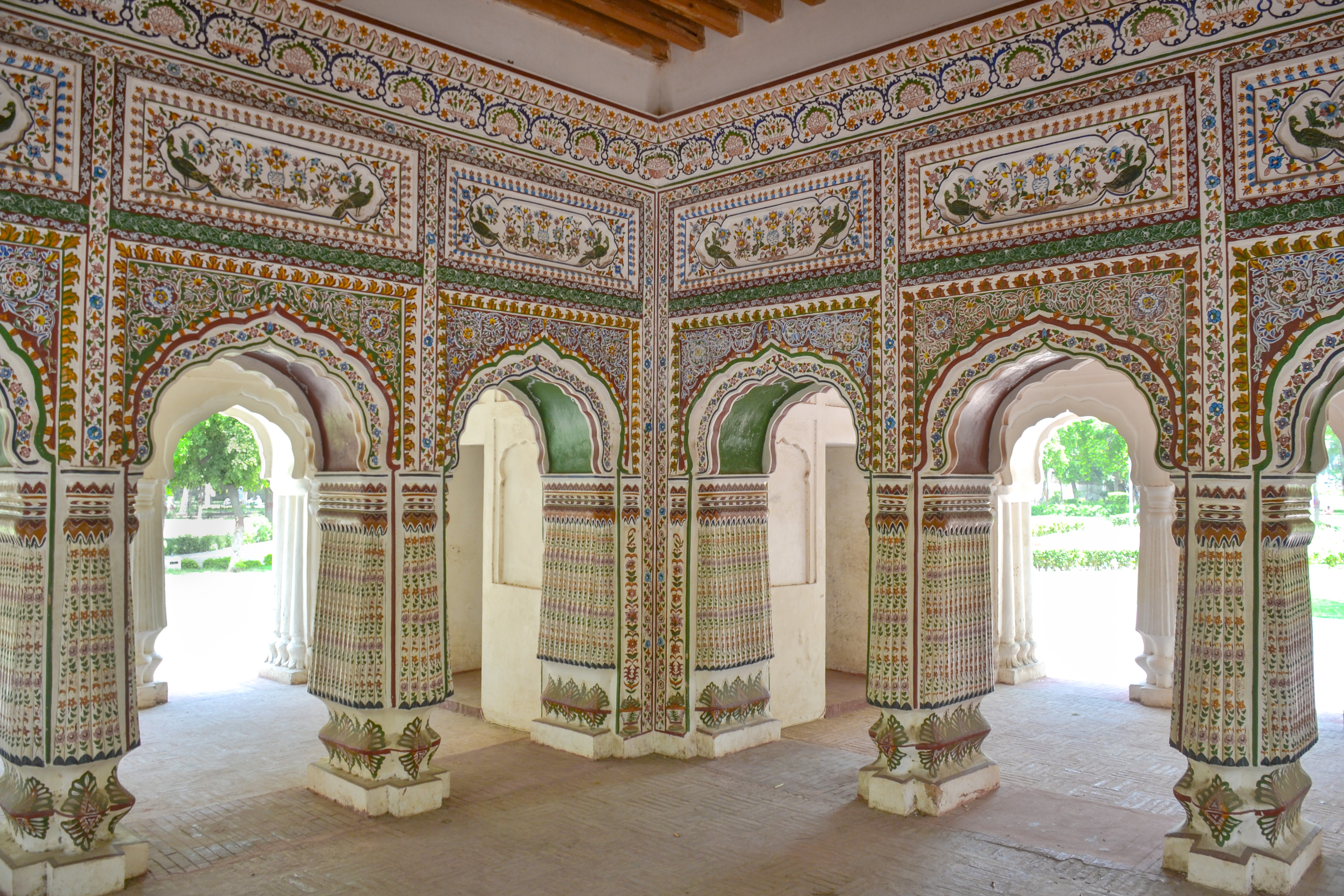
Gujranwala – Baradari, Innenansicht

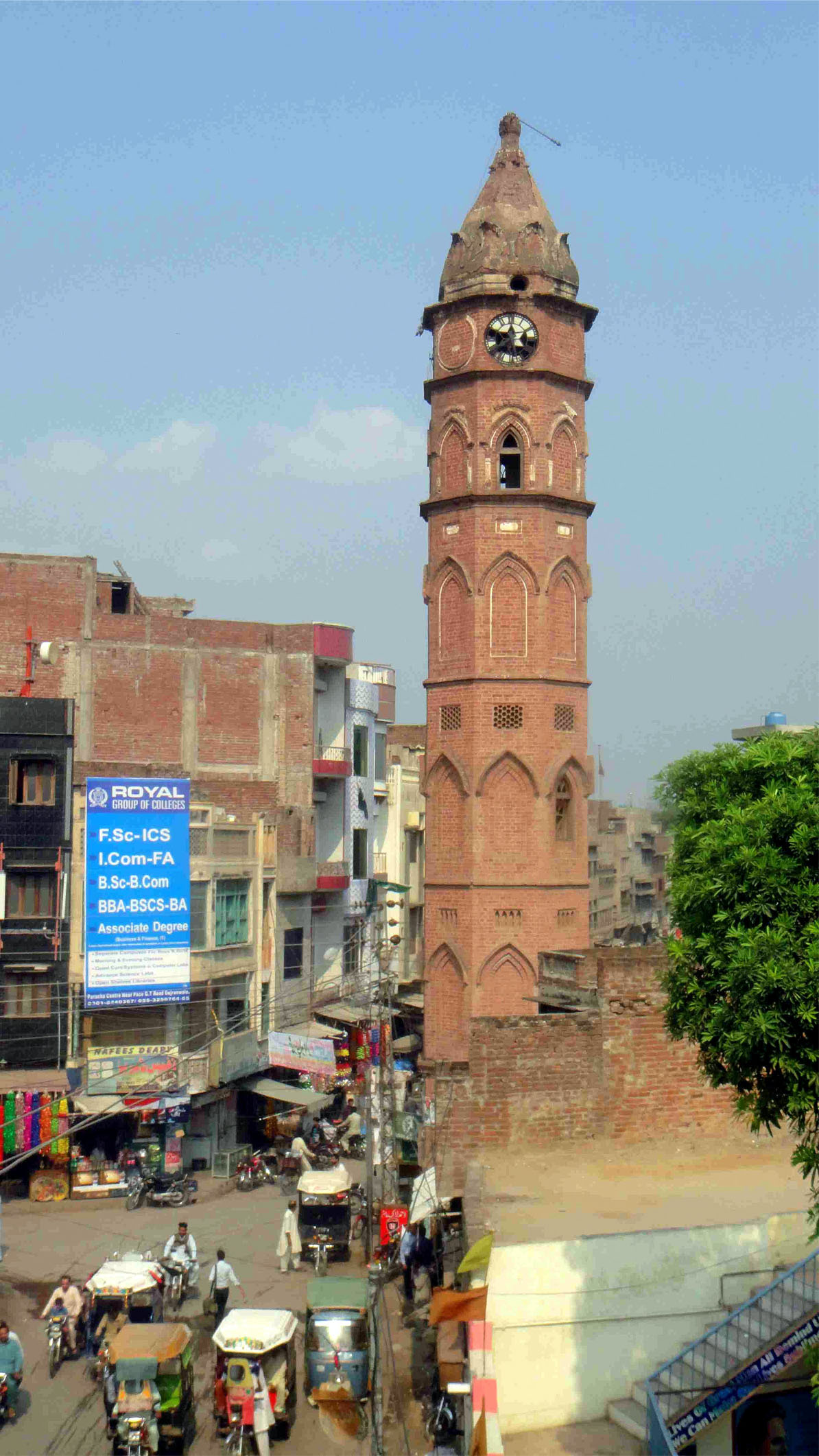
Uhrturm

Gujranwala (auf Panjabi und Urdu گوجرانوالہ) ist eine Stadt mit ca. 2 Millionen Einwohnern im Nordosten der pakistanischen Provinz Punjab.

## Lage
Gujranwala liegt ca. 70 km (Fahrtstrecke) nordwestlich von Lahore in einer Höhe von ca. 230 m ü. d. M.
Die Stadt ist über das Eisenbahn- und Highway-Netz unmittelbar mit Lahore (Hauptstadt der Provinz Punjab), Islamabad (Hauptstadt Pakistans) und Peschawar (Hauptstadt der Provinz Khyber Pakhtunkhwa) verbunden. Die indische Großstadt Amritsar ist nur etwa 90 km in südöstlicher Richtung entfernt, doch sind die meisten Straßenverbindungen zwischen Indien und Pakistan geschlossen.

## Bevölkerung
Die Einwohner der Stadt sind zu etwa 98 % Muslime; Hindus, Sikhs und andere Glaubensgemeinschaften sind zahlenmäßig kleine Minderheiten. Man spricht Panjabi und Urdu.
Bevölkerungsentwicklung
| Zensusjahr | Einwohnerzahl |
| ---------- | ------------- |
| 1972       | 323.880       |
| 1981       | 600.993       |
| 1998       | 1.124.799     |
| 2017       | 2.027.001     |
| 2023       | 2.061.948     |

## Wirtschaft
Gujranwala ist einerseits ein landwirtschaftliches Zentrum (Getreide, Melonen, Zuckerrohr), andererseits aber auch ein Zentrum des Handels und der Industrie (Keramik, Leder, Produktion von Safes, Textilien, Seide, Motorenindustrie, Waschmaschinenindustrie). Aber auch der metallverarbeitende Bereich ist mit der Verarbeitung von Kupfer, Messing und Aluminium von Bedeutung. Im Jahr 1951 wurde Gujranwala zur Distriktshauptstadt ernannt, was der Wirtschaft insbesondere hinsichtlich der neueren Industrien einen Aufschwung brachte. Das Wasserkraftwerk des Distrikts Gujranwala erzeugt Strom mit Hilfe des Flusses Chanab.

## Geschichte
Der Name der Siedlung lautete zuerst „Khan Shansi“. Khan Shansi war der Gründer elf umliegender Dörfer in der Umgebung. In der Folgezeit wurde das Land vom Jat-Stamm der Gurjar besetzt. Aufgrund ihrer Dominanz wurde die Stadt bald als Gujranwala bekannt. Vermutlich befand sich auch die Hauptstadt des Punjab einst in diesem Distrikt – zu einer Zeit, als es Lahore noch nicht gab. Durch den chinesischen buddhistischen Pilger Xuanzang ist bekannt, dass eine Stadt namens Taki (oder Tse-kia) die Metropole des gesamten Fünfstrom-Landes gewesen sein soll. In der Nähe des modernen Dorfes von Asarur wurde diese frühere Hauptstadt entdeckt. Es ist jedoch nicht bekannt, wie es zu dem Fall von Taki und dem Aufstieg von Lahore kam. Während der Distrikt anfangs gedieh und stärker wurde, kam es später zu einer mysteriösen Entvölkerung; die Region verlor dadurch beinahe ihre komplette Bedeutung. Zu Beginn des 11. Jahrhunderts wurde der Westen des Punjab durch die Armee Mahmud von Ghaznis (reg. 997–1030) erobert und islamisiert; der Osten mit dem heutigen Gujranwala blieb noch bis zum Jahr 1193 unter rajputischer Herrschaft. Im 13. und 14. Jahrhundert gehörte das Gebiet zum Sultanat von Delhi, welches im Jahr 1526 von den seit 1504 in Kabul (Afghanistan) residierenden Moguln erobert wurde.
Nach dem Tod des letzten bedeutenden Mogul-Herrschers Aurangzeb im Jahre 1707 etablierten sich die Sikhs nach und nach im Punjab. Auf den Tod des alten Herrschers folgte eine Serie von schnellen Regierungswechseln, die das Land an den Rande der Anarchie brachten. In diesem Moment nutzte Charat Singh, der Kopf eines der Sikh Clans, die Gunst der Stunde und machte Gujranwala im Jahr 1763 zu seinem Bollwerk. So wird die Zeit zwischen 1762 und 1849 auch die Sikh-Periode genannt. Charat Singh starb 1774, sein Werk wurde jedoch durch seinen Sohn Mahan Singh äußerst erfolgreich weitergeführt. Mahan gilt als einer der brillantesten Führer in der Geschichte des Punjab. Er erreichte die Vereinigung des gesamten Landes unter einer Flagge. Maharadscha Ranjit Singh herrschte bis zu seinem Tode im Jahr 1839; danach wurde das Reich der Sikh geteilt. Diese Periode der Schwäche nutzte die Britische Ostindien-Kompanie im Jahr 1849 aus und beendete die Herrschaft der Sikhs nach dem Zweiten Sikh-Krieg. Bis 1947 war das Gebiet Teil des britischen Weltreiches.
Nach der Unabhängigkeit und der Teilung des indischen Subkontinents wanderten viele Sikhs und Hindus nach Indien aus, während muslimische Flüchtlinge den umgekehrten Weg einschlugen.

## Sehenswürdigkeiten

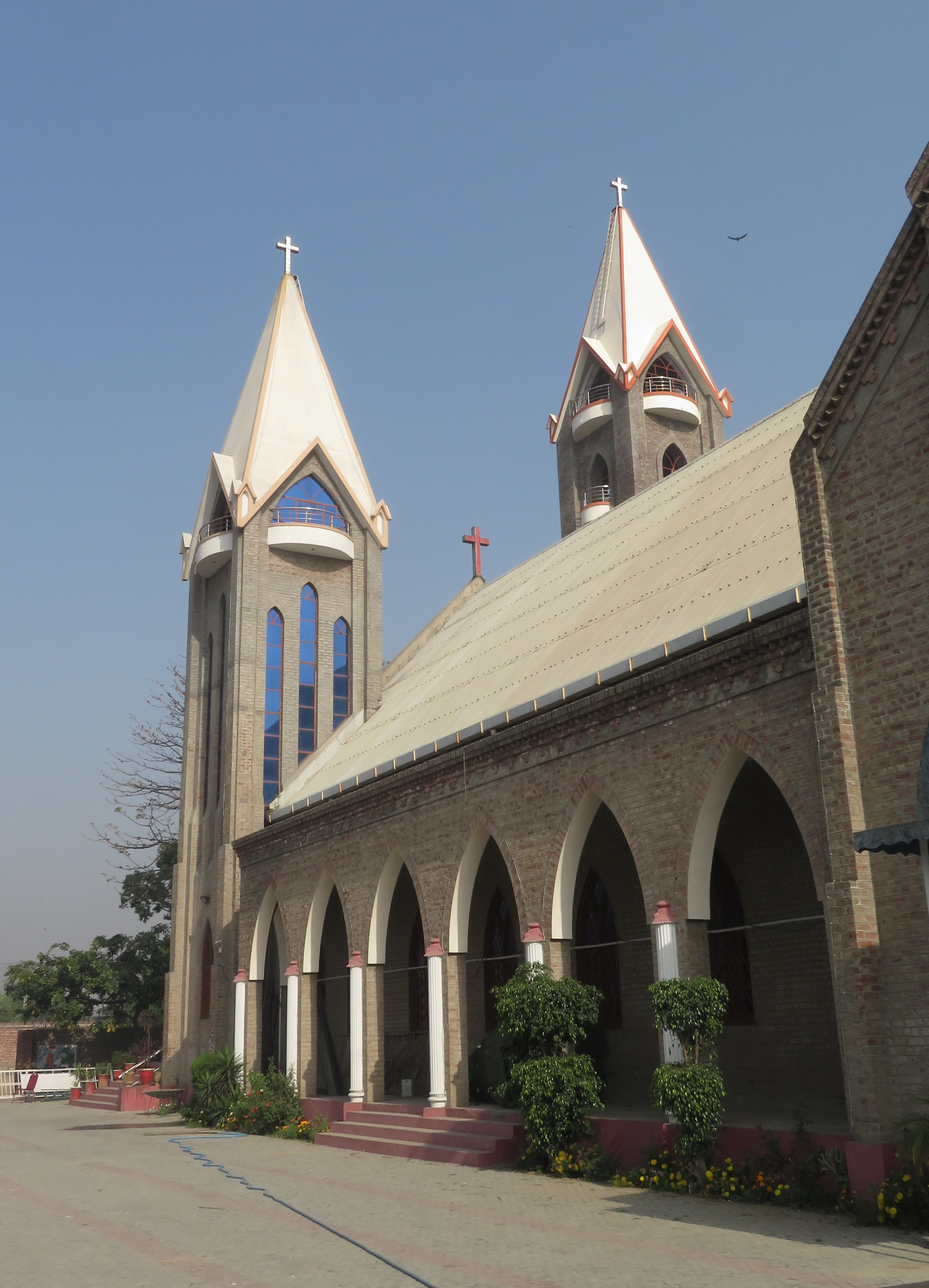
St. Paul’s Presbyterian Church

Die Stadt hat verschiedene historisch bedeutsame Sehenswürdigkeiten:
- Das wichtigste Bauwerk ist ein repräsentativer Empfangs-Pavillon (Baradari) vom Ende der Mogulzeit (1788). Er wurde im Jahr 1992 bei Unruhen in Mitleidenschaft gezogen, aber im Jahr 2012 restauriert.
- Drei Stadttore in der Altstadt stammen aus derselben Epoche. Das bekannteste ist das Sialkoti Gate, das auch unter dem Namen „Brandreth Gate“ bekannt ist. Außerdem sind das Lahori Gate und das Khiyali Gate erhalten.
- Ein weiterer, zu Ehren von Sher Singh erbauter mehrgeschossiger Baradari stammt aus dem beginnenden 19. Jahrhundert; er liegt jedoch weitgehend in Ruinen.
- Das Mai-Mala-Kuppelgrab ist ein oktogonaler Bau zu Ehren eines Sufi-Heiligen aus dem 18. Jahrhundert.
- Ein hochaufragender Uhrturm (clock tower) auf oktogonalem Grundriss wurde 1906 von den Briten errichtet.
- Der Hauptbahnhof, 1881 im britischen Kolonialstil erbaut, wird bis 2021 umfassend renoviert. Der kleinere Bahnhof Gujranwala Cantonment, im gleichen Baustil errichtet, liegt im Süden der Stadt.
- Das Nishan-e-Manzil-Monument erinnert an die gefallenen Soldaten der indisch-pakistanischen Kriege 1965 und 1971.
- Eine der größten Kirchen der Stadt ist die 2010 nach neunjähriger Bauzeit eingeweihte Saint Paul’s Presbyterian Church mit ihren zwei weithin sichtbaren Glockentürmen.

## Bildung
Die Stadt verfügt über mehrere Colleges, die mit der Universität des Punjab verbunden sind, und über einige Universitäten.

## Sport
In Gujranwala befindet sich mit dem Jinnah Stadium ein Test-Cricket-Stadion. In der Stadt bestritt die Pakistanische Cricket-Nationalmannschaft regelmäßig Heimspiele gegen andere Nationalmannschaften. Im früher als Municipal Stadium bekannten Stadion fanden unter anderem Spiele bei den Cricket World Cups 1987 und 1996 statt. Außerdem ist Gujranwala für seine Wrestler berühmt, die Kabaddi ausüben.

## Persönlichkeiten
- Jahangir Butt (1943–2021), Hockeyspieler und Nationaltrainer
- Harmik Singh (* 1947), indischer Hockeyspieler
- Nida Dar (* 1986), Cricketspielerin
- Saad Bin Zafar (* 1986), Cricketspieler
- Kaleemullah (* 1996), omanischer Cricketspieler